# Jean-Paul Praet
Pour les articles homonymes, voir Praet.
Jean-Paul Praet est un athlète belge, né le 8 novembre 1955, adepte de la course d'ultrafond et détenant le record d'Europe des 100 km sur route en 1992.

## Biographie
Jean-Paul Praet détient le record d'Europe des 100 km sur route en 6 h 16 min 41 s aux championnats d'Europe des 100 km de Winschoten en 1992,. À noter qu'il réalise 6 h 15 min 30 s – son meilleur temps – aux 100 km de Torhout en 1989, mais temps non validé, la course n'étant pas labellisée par l'IAU.

## Records personnels
Statistiques ultra de Jean-Paul Praet d'après la Deutsche Ultramarathon-Vereinigung (DUV) :
- 100 km route : 6 h 15 min 30 s aux 100 km de Torhout en 1989
- 6 heures route : 91,800 km aux 6 h Pédestres de Cébazat en 1994
- Marathon : 2 h 46 min 59 s au marathon de la Basse-Meuse en 2004[5]